# Lee Jae-yoon
Lee Jae-yoon (hangul: 이재윤, RR: I Jae-yun; Seúl, 15 de diciembre de 1984) es un actor surcoreano-canadiense, más conocido por haber interpretado a Lee So-ryong en la serie My Love By My Side, a Ji Hyung-min en Cruel City y a Jung Jae-yi en Weightlifting Fairy Kim Bok Joo.

## Biografía
Estudió en la Universidad de Toronto y en la Universidad Dongguk (en inglés: "Dongguk University").
Es cinturón marrón en Jiu-jitsu brasileño.
El 5 de octubre de 2022, anunció que en noviembre del mismo año se casaría con su novia, quien no forma parte del entretenimiento.

## Carrera
Ha aparecido en sesiones fotográficas para "Mens Health Korea", "Cosmopolitan", "InStyle", entre otros...
En el 2009 se unió al elenco secundario de la serie Heading to the Ground donde dio vida a Shin Poong-chul, uno de los miembros del equipo de fútbol.
En mayo del 2011 se unió al elenco principal de la serie My Love By My Side donde interpretó a Lee So-ryong, hasta el final de la serie en octubre del mismo año.
En mayo del 2012 se unió al elenco secundario de la serie Phantom donde dio vida a Jo Jae-min.
En enero del 2013 se unió al elenco de la serie Queen of Ambition donde interpretó a Joo Yang-heon, el hermanastro de Joo Da-hae (Soo Ae), hasta el final de la serie en abril del mismo año.
El 27 de mayo del mismo año se unió al elenco principal de la serie Cruel City donde dio vida al oficial de policía Ji Hyung-min, el jefe de la sección de la unidad de investigación especial cuyo objetivo es derribar a "Scale" lo cual lo lleva hasta Jung Shi-hyun (Jung Kyung-ho) también conocido como "The Doctor's Son", un oficial encubierto que se hace pasar por un miembro de una importante organización de drogas, hasta el final de la serie el 30 de julio del 2013.
En noviembre del mismo año se unió al elenco de la serie Golden Rainbow donde interpretó a Kim Man-won, el hermano mayor de Kim Cheon-won (Cha Ye-ryun), Kim Baek-won (Uee), Kim Shib-wo (Choi Soo-im), Kim Yeol-won (Lee Ji-hoon), Kim Il-won (Kim Tae-joon) y Kim Young-won (Park Sun-ho), hasta el final de la serie en marzo del 2014. El actor Seo Young-joo interpretó a Man-won de adolescente mientras que el actor Jeon Jun-hyeok interpretó a Man-won de niño.
El 12 de septiembre del 2014 se unió al elenco de la decimoquinta temporada del programa Law of the Jungle in Solomon Islands junto a Kim Byung-man, Jung Doo-hong, Park Jung-chul, Kim Gyu-ri, Ryu Dam, TAO y Dana, hasta el final de la temporada en noviembre del mismo año.
En enero del 2015 se unió al elenco de la serie Heart to Heart donde interpretó al detective Jang Doo-soo, hasta el final de la serie en marzo del mismo año.
El 7 de julio del 2015 apareció por primera vez como invitado en el programa Cool Kiz on the Block donde participó durante las audiciones del deporte de Natación junto a Sam Hammington, Sung Hoon, Kim Hyung-Jung, Shownu, Choi Phillip, Kang Ji-sub, Robin Deiana, Han Seok-joon y Lee Yi-kyung. Poco después apareció nuevamente en la serie el 4 de agosto del 2015 ahora como parte del elenco principal junto a Kang Ho-dong, Jeong Hyeong-don, Seo Ji-seok, Sung Hoon, Kang Min-hyuk, Noh Seung-hwan (Sean), Kwon Yuri, Choi Yun-hee, Yoo Jung-nam, Ryu Yoon-ji y Eun Ji-won, hasta el 22 de septiembre del mismo año. El 6 de octubre del 2015 practicó el deporte de judo junto a Kang Ho-dong, Jeong Hyeong-don, Lee Hoon, Go Se-won, Kim Young-ho, Lee Won-hee, Cho Jun-ho y Jota, hasta el 16 de febrero del 2016. Finalmente el 8 de marzo del 2016 apareció por última vez en el programa durante el deporte de Voleibol junto a Kang Ho-dong, Oh Man-seok, Jota, Kangnam, Yang Hak-jin, Jo Dong-hyuk, Ryohei Otani, Kim Se-jin, Sleepy y Gu Gyo-ik, hasta el 5 de julio del mismo año.
Ese mismo año se unió al elenco secundario de la serie Glamorous Temptation donde interpretó a Hong Myung-ho, el esposo de Shin Eun-soo (Choi Kang-hee).
También apareció como invitado en la serie I Have a Lover donde dio vida a Min Kyu-suk, el hermano de Min Tae-seok (Gong Hyung-jin).
En mayo del 2016 se unió al elenco secundario de la serie Another Miss Oh (también conocida como "Another Oh Hae-young") donde interpretó a Han Tae-jin, el ex-prometido de Oh Hae-young (Seo Hyun-jin), hasta el final de la serie el 28 de junio del mismo año.
En noviembre del 2016 se unió al elenco principal de la serie Weightlifting Fairy Kim Bok-joo donde interpretó al doctor Jung Jae-yi, el primo y hermano adoptivo del joven nadador Jung Joon-hyung (Nam Joo-hyuk), quien luego de ser abandonado por su madre cuando era pequeño su familia lo adopta, hasta el final de la serie en enero del 2017.
El 19 de mayo del 2017 fue miembro del elenco principal de la trigésima primera temporada del programa Law of the Jungle in Wild New Zealand donde participó junto a Kim Byung-man, Kangnam, Jung Eun-ji y Microdot, hasta el 14 de julio del mismo año.
El 14 de octubre del 2017 se unió al elenco secundario de la serie Amor revolucionario (también conocida como "Revolutionary Love") donde da vida a Byun Woo-sung, el hijo mayor de una familia chaebol y hermano de Byun Hyuk (Choi Si-won).

## Filmografía

### Series de televisión
| Año     | Título                          | Personaje                      | Notas                                   | Ref.   |
| 2004    | Nonstop 5                       | -                              | -                                       |        |
| 2005    | Yap                             | -                              | web-drama                               |        |
| 2006    | Wolf                            | -                              | -                                       |        |
| 2008    | I Am Happy                      | -                              | -                                       |        |
| 2009    | Heading to the Ground           | Shin Poong-chul                | -                                       |        |
| 2010    | A Man Called God                | Hwang Dal-soo                  | -                                       |        |
| 2010    | Stormy Lovers                   | Lee Hyung-chul                 | -                                       |        |
| 2011    | My Love By My Side              | Lee So-ryong                   | 50 episodios                            |        |
| 2011    | Just Like Today                 | Jang Ji-wan                    | -                                       |        |
| 2012    | Phantom                         | Jo Jae-min                     | -                                       |        |
| 2013    | Golden Rainbow                  | Kim Man-won                    | 41 episodios                            |        |
| 2013    | Cruel City                      | Ji Hyung-min                   | 20 episodios                            |        |
| 2013    | Queen of Ambition               | Joo Yang-heon                  | -                                       |        |
| 2014    | Heart to Heart                  | Det. Jang Doo-soo              | 6 episodios                             |        |
| 2014    | Drama Festival                  | Lee Chul-joo                   | Ep. 4 - "The Diary of Heong Yeong-dang" |        |
| 2015    | The Secret Message              | Lee Jae-soo                    | -                                       |        |
| 2015    | I Have a Lover                  | Min Kyu-suk                    | -                                       |        |
| 2015    | Glamorous Temptation            | Hong Myung-ho                  | -                                       |        |
| 2015    | Witch's Romance                 | Cita de Ban Ji-yeon            | Ep. 4                                   |        |
| 2016    | Click Your Heart                | Lee Jae-yoon                   | 7 episodios - web-drama                 |        |
| 2016    | Tong: Memories                  | Baek Seung-hwa                 | -                                       |        |
| 2016    | Another Miss Oh                 | Han Tae-jin                    | 14 episodios                            |        |
| 2016-17 | Weightlifting Fairy Kim Bok Joo | Dr. Jung Jae-yi                | 15 episodios                            |        |
| 2017    | Amor revolucionario             | Byun Woo-sung                  | 2 episodios                             | [ 8 ]  |
| 2018    | Mother                          | Jin-Hong                       | -                                       |        |
| 2018    | The Beauty Inside               | Lee Jae-yoon                   | Ep. 1                                   |        |
| 2018    | Less Than Evil                  | Kang Woo-joon ("The Punisher") | Aparición especial                      |        |
| 2019    | Joseon Survival Period          | Jung Ga-ik                     |                                         |        |
| 2019    | Watcher                         | Kim Kang-wook                  |                                         |        |
| 2020    | Alice                           | Park Jin-kyum                  |                                         |        |
| 2021    | Let Me Be Your Knight           | Maestro de Judo                | Aparición especial                      |        |
| 2025    | Sin piedad para nadie           | Kaneyama/Kim Gil-rok           | Serie web                               | [ 10 ] |

### Películas
| Año  | Título             | Personaje                   | Notas                                                                                           | Ref.   |
| ---- | ------------------ | --------------------------- | ----------------------------------------------------------------------------------------------- | ------ |
| 2012 | A Company Man      | Shin Ip-nam                 | Junto a So Ji-sub, Lee Mi-yeon, Kwak Do-won, Kim Dong-jun, Lee Geung-young y Han Bo-bae         |        |
| 2013 | Weird Business     | -                           | Segmento: "The First Love Keeper"                                                               |        |
| 2014 | Venus Talk         | Hwang Hyun-seung            | Junto a Uhm Jung-hwa, Moon So-ri, Jo Min-su, Lee Geung-young, Lee Sung-min, Choi Moo-sung y BoA |        |
| 2014 | You Are My Vampire | Lee Joo-hyung               | Junto a Choi Yoon-young, Park Jung-sik, Kim Jong-goo y Moon Hee-kyung                           |        |
| 2023 | 12.12: The Day     | Teniente coronel Lim Hak-ju | Junto a Hwang Jung-min, Jung Woo-sung, Lee Sung-min, Park Hae-joon y Kim Sung-kyun              | [ 11 ] |

### Programas de televisión
| Año     | Programa                              | Notas                                                               |
| ------- | ------------------------------------- | ------------------------------------------------------------------- |
| 2004    | Park Chul's Entertainment Road Show   | apareció como videojockey                                           |
| 2005    | Good Sunday - Banjun Drama            | -                                                                   |
| 2006    | Happy Sunday                          | invitado                                                            |
| 2009    | Star Secret Life                      | -                                                                   |
| 2011    | Strong Heart                          | Ep. 98 - invitado                                                   |
| 2014    | The King Of Food                      | ep. 7 - invitado                                                    |
| 2014    | The Friends in Cebu                   | junto a Ha Seok-jin y Yoo Ha-joon                                   |
| 2015    | Law of the Jungle in Solomon Islands  | 5 episodios - (Ep. 126 - 130) - miembro                             |
| 2015-16 | Cool Kiz on the Block                 | 47 episodios - (Ep. 113, 117 - 143 + especial, 146 - 163) - miembro |
| 2017    | Radio Star                            | Ep. 511 - invitado                                                  |
| 2017    | Law of the Jungle in Wild New Zealand | 3 episodios - (Ep. 268 - 270) - miembro                             |

### Videos musicales
| Año  | Grupo / Cantante | Canción                      | Notas                        |
| ---- | ---------------- | ---------------------------- | ---------------------------- |
| 2005 | Boohwal          | "Prayer to Overcome Sadness" | apareció en el video musical |
| 2006 | Wheesung         | "Crescent Moon"              | apareció en el video musical |
| 2006 | MayBee           | "Much Laugh"                 | apareció en el video musical |
| 2009 | Kim Jong-wook    | "Sunflower"                  | apareció en el video musical |
| 2010 | MC Mong          | "Sick Enough to Die"         | apareció en el video musical |
| 2012 | T-ara            | "Day by Day"                 | apareció en el video musical |
| 2014 | Yoo Seung-woo    | "Hesitating Lips"            | apareció en el video musical |

### Anuncios
| Año  | Título  | Notas                  |
| ---- | ------- | ---------------------- |
| 2005 | KTF     | apareció en el anuncio |
| 2012 | Aritaum | apareció en el anuncio |

## Premios y nominaciones
| Año  | Premio                       | Categoría                                        | Serie / Programa      | Resultado |
| ---- | ---------------------------- | ------------------------------------------------ | --------------------- | --------- |
| 2011 | SBS Drama Award              | Excellence Award, Actor in a Weekend/Daily Drama | My Love By My Side    | Nominado  |
| 2011 | SBS Drama Award              | New Star Award                                   | My Love By My Side    | Ganador   |
| 2015 | 14th KBS Entertainment Award | Best Newcomer Award                              | Cool Kiz on the Block | Ganador   |